# 電壓突波

電壓突波

電機工程學中的突波（spikes）是指在電路中，快速，持續時間不長的暫態電壓訊號（電壓突波）或電流訊號（電流突波）。
在電路中，快速且持續時間不長的暫態大電壓（过电压）一般是因為以下原因而產生：
- 闪电
- 停電
- 斷路器跳脫
- 短路
- 同一電源上其他大電力設備的暫態
- 電力公司的誤動作
- 電磁場能量產生的电磁脉冲（EMP），頻率範圍從100 kHz到1 MHz。
- 电感突波

在設計關鍵設備以及軍用硬體時，需要考慮核爆炸產生的脈波，核爆炸會在大氣中產生大能量的電磁脈波的能量很大，頻率從1 kHz到數 GHz 的等級。
電壓突波也會帶來電流的變化（電流突波）。不過也有可能因為電流源而產生電壓突波。因一電路的電流會維持定值，就可能因為阻抗突然變大而產生電壓突波。例如若有儲能的电感元件突然斷路，又沒有續流路徑，就會有突波。
針對對電壓敏感的電路設備，若電壓突波超過材料的擊穿電壓，或是造成突崩潰，會讓設備流進過多的電流。半导体PN结若流進過多的電流會使元件損壞或是減弱。針對電壓突波有許多的保護裝置，例如雪崩二極管、瞬态电压抑制二极管、壓敏電阻、過電壓撬棍電路或是其他的过电压保護裝置可以分散（shunt）暫態電流，因此減小電壓。
電壓突波也稱為surges，也可能是因為磁場的快速建立或快速消退所造成（其电磁感应能量反映在電路上）。不過電壓突波也可能是因為其他常見的原因造成，例如因為意外或是風暴变压器或高壓電源線誤短路到低壓的電源線，也會有電壓突波。
電壓突波可能是共模的（common mode），也可能是差模（differential mode）。有些設備可以加裝电涌保护器，避免因為突波而破壞設備。每一種突波都需要選擇對應的保護設備。例如若保護器是裝在二條電源線之間，可以抑制差模的暫態，但無法抑制共模的電壓突波。
電功率增加或減少，且持續數週期，稱為swell或sag。若電壓上昇超過一分鐘，稱為過電壓。一般是因為配電系統異常所造成的。